# 背水の逆転劇
背水の逆転劇（はいすいのぎゃくてんげき、英: Evo Moment #37またはDaigo Parry）とは、2004年、世界規模の格闘ゲーム大会EVO 2004の準決勝において、梅原大吾が『ストリートファイターIII 3rd STRIKE』でジャスティン・ウォンに勝利をおさめた場面を指す。試合中に梅原は体力ゲージが残り1ドットのところまで追い込まれるが、最後にウォンの「スーパーアーツ」の16連続打撃を全てブロッキング（パリー）してまさかの逆転を成し遂げた。梅原はグランドファイナルで日本人プレーヤーの「K.O」に敗れたものの、その後この背水の逆転劇は対戦型格闘ゲームを象徴する瞬間として語り草になり、格闘ゲームコミュニティにも強い影響を与えてきている。

## 背景
EVO 2004の『ストリートファイターIII 3rd STRIKE』決勝ラウンドは、8月1日にカリフォルニア州ポモナにあるカリフォルニア州立工科大学ポモナ校で開催された。当時23歳の梅原 “The Beast” 大吾と18歳のジャスティン・ウォンはすでに日米を代表するトッププレイヤー同士だったが、この試合まで対戦経験がなかった。にもかかわらず、2人のゲーム哲学の違いや互いにライバル意識を持っているであろうことはすでに有名だった。
「ストリートファイター」はこのEVOにおいて旧来のアーケード筐体でプレーされていた唯一のゲームで、それ以外はすべて家庭用の据置型ゲーム機でプレーされていた。
ウォンはどちらかといえば別のゲームの強豪と認識されていたが、梅原との対戦の直前に「ストリートファイター」で当時最強ともいわれていた日本人プレーヤーの「ラオウ」に勝利しており、鮮烈な印象を残していた。ESPNのアラシュ・マルキャジは、もしウォンが梅原にも勝っていれば、ストリートファイターという「日本のゲーム」で最高の日本人プレーヤー2人を倒したウォンが世界最強と呼ばれることは確実だった、とこの試合の背景を解説している。また梅原も当時の雰囲気を振り返って、自分がEVOの会場であるアメリカの「侵略者」かつ「悪役」であり、会場の誰もが自分の負けを望んでいた、と語っている。
梅原とウォンはトーナメントの準決勝（ルーザーズファイナル）で顔を合わせた。梅原はケン・マスターズを、ウォンは春麗をそれぞれ選択した。

## 逆転劇
最終ラウンドの第一試合において、ウォンは自分のスタイル通り守備的でオーソドックスなプレーに徹し、リスクを負ってでも攻撃的にプレーしたい梅原のライフゲージを少しずつ削っていった。『ローリング・ストーン』誌はこの試合におけるウォンの動きを「梅原の攻撃的な姿勢のアンチテーゼ」と評し、ウォンの「待ち戦法（turtling）」が「彼（梅原）をイライラさせるのに」有効であった、と書いている。試合当日に解説を務めたカプコン社員セス・キリアンは「これはDaigoが本当に怒っている、珍しい場面です （中略） ジャスティンの待ちスタイルにやられる寸前です」とコメントした。梅原はケンの体力が最後の1ドットを残すところまで追い詰められた。残り26秒で、ウォンは時間稼ぎをして完封することもできたが、試合を決めにいった 。
必殺技を放てば防御されてもわずかなダメージを相手に与えることができるため、技がつながれば梅原のキャラクターをノックアウトすることができるはずだった。そこでウォンは春麗のスーパーアーツII「鳳翼扇」を繰り出した。しかし梅原はこの攻撃を避けず、代わりにハイリスクハイリターンのテクニックである「ブロッキング」を選択した。「ブロッキング」はプレーヤーの体力を失うことなく攻撃を防ぐことができるが、そのためには攻撃が当たるとほぼ同時、攻撃の当たる0.17秒以内(正確には10f、1fは1/60秒)、レバーを一度中央に戻してから前方もしくは真下にレバーを動かす必要がある。更には一度前か下にレバーを入れた場合、約0.39秒(23f)ブロッキングが再入力できない。逆に言えば相手のスーパーアーツがいつ始まるかを予測する必要があり、基本的に最初のブロッキングは相手の技が始まる前に先読みして入力する必要があった。この時ウォンはキャラを不規則に動かしていたため、ブロッキングを狙っているというのは分かっている上で、コマンドだけ入れてボタンを押さないというフェイントでブロッキングを空入力させて、ブロッキング不能時間を狙って鳳翼扇を叩き込もうとしていた。
『GamePro』と『Eurogamer』は、梅原がウォンの技をブロッキングするたびに歓声が湧き起こったように、ギャラリーがみせた「高揚感」でこの逆転の場面が盛り上がったことに注目している。そして梅原は、会場を埋め尽くすアメリカ人のギャラリーの前で、トーナメント最後のアメリカ人であるウォンが必殺技を使い劇的な勝ち方で決めにくることを読んでいた、と言われる。実際にスーパーアーツが繰り出されると、梅原は15連続打撃を全てブロッキングし、最後にジャンプ中に春麗のキックをブロッキングしてから反撃（カウンター）に移り、12ヒットコンボを繰り出した後、ケンのスーパーアーツIII「疾風迅雷脚」で締めて、試合に勝利した。
グランドファイナルでは梅原はユンを使用した日本人プレーヤー「K.O」に敗れた。

## 拡散
大会主催者の一人でメインのリングアナウンサーであったBen Curetonは大会終了後に「Daigo Parry」のハイライト動画を製作するよう依頼され、思い付きの2桁の数字を付けた「Evo Moment #37」というタイトルで動画をつくってアップロードした。『Evo Moment #37』という本も出しているGlenn Cravensは、「明らかに、これがハイライトとしてはNo. 1だ。しかし37のような数にすると、大会にいなかった人間は『Daigo Parry』のような信じられない瞬間が他にもたくさんあると思ってしまうだろう。彼〔Cureton〕は翌年に控えていたEvolution 2005を見逃してほしくなかったのだ」と自分の本に書いている。

## 影響
梅原の逆転は対戦型格闘ゲームの歴史の象徴であり最も記憶に残る瞬間と称されることも多く、ベーブ・ルースの予告ホームランや氷上の奇跡といったスポーツ全般における最高の瞬間とも比較されてきている。また対戦動画は史上最も視聴された対戦型ビデオゲームの映像としてギネスに認定された。
「EventHubs」のJohn Guerreroのインタビューにおいて、ジャスティン・ウォンは、背水の逆転劇という瞬間が生まれたことで、当時衰退しつつあった格闘ゲームコミュニティを「救う」ことに貢献したと考えている、と述べた。梅原は2012年の自伝でこの試合についてより掘り下げたレポートをしている。またこの本で彼は、試合後に格闘ゲームコミュニティから短期間離れた理由についても説明している。
ダウンロードも可能な『3rd STRIKE』のオンライン版『ストリートファイターIII 3rd STRIKE ONLINE EDITION』は、プレーヤーが「Daigo Parry」にチャレンジするモードを用意している。2012年のアニメ版『あっちこっち』では背水の逆転劇のパロディーが行われた。2014年、梅原とウォンは背水の逆転劇から10周年を記念して再戦を行い、この試合でウォンは再び春麗のスーパーアーツで梅原のノックアウトを試みた。梅原は再び春麗のスーパーアーツを全てブロッキングすることに成功したが、ウォンの体力が十分残っていたため、このラウンドはウォンが勝利した。Glenn Cravensは同年に『EVO Moment 37』と題した本を自費出版した。
親善試合において、イギリスのストリートファイタープレーヤーRyan HartはTV画面を見ずに「Daigo Parry」を成功させた。